# AQUA (アダルトゲーム)
『AQUA』（アクア）とは、アダルトゲームブランドSORAHANEから2011年1月28日に発売された18禁ビジュアルノベルゲームである。

## 概要
2010年5月21日にSORAHANEから処女作として制作が発表された。制作はSORAHANEの結成前に活動していたトラウムブルグ7番地のメインスタッフであるポチくん、秋月つかさを中核として行われている。
発売日は2011年1月28日、予約は2010年10月29日に開始された。
ジャンルは近未来学園ヒューマンビジュアルノベルで、テーマは「命」と「絆」となっており、方向性としてはハートウォームストーリーを目指しているようである。
タイトルである『AQUA』という名前には、「科学の象徴」と「自然の象徴」という意味が込められており、科学と自然の対照的な2つの要素が織りなす物語であることを表している。キャッチコピーは「距離0メートル、ふたり一番近い場所」。
本作の舞台である科学技術都市・月ヶ浜のモデルは長崎県長崎市であり、長崎駅や稲佐山公園などが登場している。

## ストーリー
2056年、パソコンに代わる、質量をもったホログラムを作り出すことができる空間型コンピュータ「AQUA(アクア)」が人々の生活に根付いていた。
「AQUA」のシステム開発企業であるECReD(イークリッド)を擁する科学技術都市となった月ヶ浜に、主人公の鳴海颯太は母親の智恵とともに幼い頃暮らしていたこの街に戻ってくる。柊木なずな、南凛や月代奈々璃といったクラスメイト達と親しくなる中、事故で死んだはずの幼なじみ・野々宮千紗と再会を果たす。

## 登場人物

### 主人公
鳴海颯太（なるみそうた）
美浜学園後期2年3組 誕生日 4月2日
７年ぶりに月ヶ浜に帰ってきた。
幼少期のトラウマによりオレンジジュースが苦手。
頼みごとを断れない性格だが頼まれた仕事はしっかりとこなすため、周囲からの信頼は厚い。
人の気苦労を一身に背負っている。

### メインヒロイン
野々宮千紗（ののみやちさ）
声：雪村とあ
美浜学園後期2年3組 誕生日 4月1日
控えめでやさしい、颯太の幼馴染み。
料理が得意だが時折とんでもない料理を作ることもある。誰にでも愛される少女。
南凛（みなみりん）
声：桜川未央
美浜学園後期2年3組 誕生日 8月23日
天真爛漫で天の邪鬼なクラスメート。
先見の明に長けており転校生(颯太)が来ることも予言していた。
容姿端麗、成績優秀、スポーツ万能と能力は超人的だが、胸が少し小さいのが悩み。
月代奈々璃（つきしろななり）
声：みる
美浜学園後期2年3組（1年留年） 誕生日 6月13日
物静かで他人と触れ合おうとしない小さなクラスメート。
小学生のような見た目をしている。
勉強が得意ではなく補習の常連者だが、橘曰く小学生の頃は成績が優秀だったらしい。
思いついたことを誰の目も気にしないでやってしまう癖がある。

### その他
柊木なずな（ひいらぎなずな）
声：まきいづみ
全学園の男子のあこがれの的であり颯太たちのクラス担任。
車の運転に荒さが目立ち、同乗者を不安に陥れている。
颯太の家にお世話になるまで車で寝泊まりしていた。
謎が多い人物。
鳴海智恵（なるみともえ）
声：一色ヒカル
颯太の母親、千夏の親友。
趣味は料理、ハッキング、若作り。
海の家で働いている。
アクアの知識については専門家をも圧倒する。
颯太が圭次のことを話した際に知ってそうな反応をしたのでなんらかの関係はある。
南楓（みなみかえで）
声：鶴屋春人
凛の妹。
凛の過保護により料理をさせてもらえないため、料理が苦手。
朱美曰く凛同様に先見の明が長けているらしい。
吹奏楽部に所属しており、クラリネットを担当している。
杠葉朱美（ゆずりはあけみ）
声：藤森ゆき奈
楓の親友。
極度のツンデレである。
直樹に気があり入学時はバスケ部志望だったが結局直樹も所属する水泳部に入部した。
言葉遣いが男っぽく、本人もそれを自覚している。
野々宮千夏（ののみやちか）
声：鈴音華月
千紗の母親。智恵の親友。
最近は仕事が忙しくあまり家に帰れていない。
智恵曰く大和撫子だが頑固な一面も持っているとのこと。
なずなと面識はあるが関係は良好ではない。
町村沙織（まちむらさおり）
声：秋野花
ECReDで働く事務員。圭次は大学のサークルの後輩。
容姿とはうらはらに、いつもかなりハイテンション。
智恵と気が合うようで飲み食いを共にすることも少なくない。
吾妻鹿央（あづまかおう）
声：かわしまりの
健一郎の姉。
遠願教会でシスターをしている。
年下の子を見るとちょっかいを出したくなる性格をしている。
南家と家族のような付き合いをしている。
八雲圭次（やくもけいじ）
声：小次狼
美浜学園の新任教師であり担当科目は化学。
なずなと面識があるが関係は良好ではない。
無口で人を寄せ付けない雰囲気をまとっている。
なずな同様に謎の多い人物。
吾妻健一郎（あづまけんいちろう）
声：来栖川勇
誰にでも気さくに接する颯太のクラスメイト。
姉の鹿央同様に幼少期から南家とは交流がある。
ストライクゾーンが非常に広く誰にでもアタックを持ちかけるが相手にされないことが多い。
現在彼女大募集中。
橘俊介（たちばなしゅんすけ）
声：ますおかゆうじ
直樹の従兄弟。
自他ともに認めるロリコン。
学年トップの成績を誇っているため、凛にライバル視されている。
橘直樹（たちばななおき）
声：涼貴涼
俊介の従兄弟。
楓や朱美とともに行動していることが多い。
格好つけたいお年頃の少年で水泳部に所属している。
南裕紀（みなみゆうき）
声：荒川虎鉄
凛と楓の父。漁船海王丸の船長。
娘二人を溺愛している。
細かいことを気にしない豪快な性格。
３年前の事故で妻の梢を亡くしている。
森重（もりしげ）
声：滝沢アツヤ
歴史学の教諭で、体育会系を思わせる見た目をしている。
誰も知らない名前には何か秘密があるらしい。
陸上部の顧問をしている。
なずなのことを気にしているらしい。
綾部さとみ（あやべさとみ）
声：英みらい
存在自体が謎に包まれている少女。
全身が蒼色に包まれており神秘的な光を放っている。
その体は生きているか死んでいるか判断することができない。

### 動物
クッキー
声：柚李
千紗の愛犬であるデジペット。
千紗は目に入れても痛くないと言って可愛がっている。
ココロ
声：柚李
なずなの愛猫であるリアルペット。
なずなはペットとして扱うのではなく友達として接している。
ルナ
声：英みらい
凛と楓の愛兎であるデジペット。
凛も楓も同様に可愛がっているが凛に懐かず楓に懐いている。

## スタッフ
- シナリオ：ポチくん、砥石大樹、甲二（サイドストーリー）
- 原画：秋月つかさ、腹ペ娘（SD、4コマ）
- 背景：920-K、サトルンルン、Cura、七瀬雄二、安田大輔
- 彩色：Cura、アサシロ、サトルンルン、むかいきよはる、七瀬雄二、宇佐美和美（補助）
- 楽曲：TINKERBELL SOUND LABEL（神凪琉榎、Una）
- インターフェース：Cura
- スクリプト・演出：tO（と）
- ムービー：Verdammt、TonTon
- 企画・制作：SORAHANE

## 主題歌
「EVERLASTING BLUE」
作詞作曲：神凪琉榎 歌：月子
2010年10月28日のネットラジオ番組「らぶ*しゅな」で先行公開された。